# استرکوف
استرکوف (به لاتین: Stryków، تلفظ: [ˈstrɨkuf]) یک شهرک در لهستان است که در شهرستان ازگیش واقع شده‌است.

## خصوصیات
استرکوف ۸٫۱۵ کیلومترمربع مساحت و ۳٬۵۵۲ نفر جمعیت دارد.